# Rejon batyriewski
Rejon batyriewski (ros. Батыревский район, czuw. Патăрьел районĕ) – rejon w należącej do Rosji nadwołżańskiej republice Czuwaszji.

## Położenie i powierzchnia
Rejon batyriewski leży w południowo-wschodniej części republiki i ma powierzchnię 944 km². Większość obszaru stanowią obszary rolnicze, zwłaszcza pastwiska, zajmujące ok. 50% ogólnej powierzchni rejonu. Sporą część terytorium rejonu porastają lasy.

## Ludność
1 stycznia 1999 r. w rejonie ałatyrskim żyło ok. 40,3 tys. osób. Całość populacji stanowi ludność wiejska, gdyż na obszarze tej jednostki podziału administracyjnego nie ma miast.
Gęstość zaludnienia w rejonie wynosi 42,7 os./km²
Zdecydowaną większość ludności (ok. 75%) stanowią Czuwasze. Liczni są także Tatarzy, których udział w populacji wynosi 22%. Na pozostałe 3% składają się inne narodowości, m.in. Rosjanie, Mordwini i Ukraińcy.

## Stolica i ośrodki osadnicze
Ośrodkiem administracyjnym rejonu jest duża wieś Batyriewo, licząca 5.702 mieszkańców (2002 r.). Oprócz niej na terenie rejonu znajduje się 56 innych wsi.

## Gospodarka
Rejon batyriewski jest obszarem słabo rozwiniętym regionem rolniczym. Miejscowe rolnictwo nastawione jest głównie na hodowlę o kierunku mleczno-mięsnym. Ponadto uprawia się tutaj m.in. ziemniaki i zboża oraz warzywa. W większych wsiach istnieją niewielkie zakłady przemysłowe, głównie związane z przemysłem spożywczym i przetwórstwem płodów rolnych rejonu (jak mleczarnie, piekarnie), a także drobny przemysł budowlany (cegielnie) i leśny.

## Historia
Rejon utworzono 5 września 1927 r.